# Pieper M1893
La Pieper M1893 fue una carabina revólver de doble acción con sistema de sello de gas que utilizaba el cartucho 8mm Pieper Carbine.

## Diseño y desarrollo
El desarrollo del arma comenzó en 1893 por el armero belga Henri Pieper y a partir de 1896 comenzó a surtir al gobierno mexicano para ser usada por la Policía Rural. El arma utiliza un sistema de sello de gas similar al del Revólver Nagant, en el cual el cilindro se encuentra levantado hacia delante sobre una base semicónica en la parte trasera del cañón, permitiendo un movimiento del cilindro hacia delante al disparar y al encontrarse la bala dentro de la vaina de latón, se permite crear un sello que evita el escape de gases y que por lo tanto, mejora el rendimiento del disparo.
Los primeros prototipos estaban diseñados para utilizar el cartucho 7.65 mm Mauser, sin embargo los ejemplares de producción empleaban el 8mm Pieper Carbine, contando con culata y guardamanos de madera, sistema de doble acción que se puede amartillar manualmente y cilindro de 9 cartuchos balanceable hacia el lado derecho para recarga. El cañón tiene un estriado de 4 líneas y la mira trasera cuenta con una base escalonada y un deslizador graduable hasta a 900 metros.
El cartucho 8mm Pieper Carbine fue diseñado en 1895 para la M1893, la bala de 125 granos se encontraba sumergida totalmente en el cuello del casquillo y fue producida tanto por la F.N. como por Remington United Metallic Cartridge Company.